# Arnold Laven
Arnold Laven (Chicago, Estats Units, 23 de febrer de 1922 - Tarzana, Califòrnia, 13 de setembre de 2009) va ser un director de cinema estatunidenc.

## Biografia
Arnold Laven, Jules V. Levy i Arthur Gardner es van conèixer el 1943 en la Primera Unitat de Cinema de l'Army Air Force. Laven va anar després a Hollywood, a l'estudi Hal Roach a Culver City, Califòrnia. Després d'uns quants anys com a supervisor de guions i diàlegs, Laven va passar a dirigir la sèrie melodramàtica Without Warning (1952). A mitjans dels anys 1950, Laven va treballar en unes quantes pel·lícules de gran pressupost, destacant The Rack, amb Paul Newman (1956); tanmateix, si el contingut l'intrigava estava disposat a treballar en feines de segona, com ara The Monster That Challenged the World (1957). Especialitzant-se en westerns durant els anys 1960, Laven va fer tant de productor com de director a Geronimo (1962), i només produïa el film de Burt Lancaster de 1969 The Scalphunters. Arnold Laven també va ser un dels productors de l'staff de Four Star Productions, una fàbrica de sèries de TV dels anys 1950 i 1960.

## Filmografia[2]
- 1952: Without Warning!
- 1953: Vice Squad
- 1954: Down Three Dark Streets
- 1956: The Rack
- 1957: The Monster That Challenged the World
- 1957: Slaughter on Tenth Avenue
- 1959: Anna Lucasta
- 1962: Geronimo
- 1965: The Glory Guys
- 1967: Rough Night in Jericho
- 1969: Sam Whiskey
- 1974: Rex Harrison Presents Stories of Love (TV)
- 1981: Back to the Planet of the Apes (TV)